# Крайнюков, Константин Васильевич
Константин Васильевич Крайнюков (14 марта 1902 — 4 августа 1975) — политический работник советских Вооружённых Сил, генерал-полковник (1965). Участник Гражданской и Великой Отечественной войн.

## Биография
Родился 14 марта 1902 года в селе Таловка, ныне Камышинского района Волгоградской области в бедной крестьянской семье.
В августе 1919 года вступил в Красную армию. С 1920 года — член РКП(б). Участвовал в Гражданской войне: красноармеец, пулемётчик и политбоец 2-го Оренбургского стрелкового полка и 1-го Уральского добровольческого полка. Участвовал в боях против войск адмирала А. В. Колчака в Приуралье, был ранен в бою у Бузулука. После выздоровления воевал на территории Украины и в Закавказье. В ноябре 1920 года направлен на учёбу, в феврале 1921 года окончил курсы пулемётчиков в Баку. Служил пулемётчиком в команде бронепоезда № 61 имени III Интернационала 11-й армии, участвовал в советско-грузинской войне и в подавлении дашнакского восстания в Армении. В 1922 году стал секретарём партийного бюро и комиссаром бронепоезда, перейдя тем самым на партийно-политическую работу в войсках.
С ноября 1924 года К. В. Крайнюков был политруком кавалерийского эскадрона 10-го кавалерийского полка 2-й кавалерийской дивизии Червоного казачества, затем секретарём партийного бюро полка и с 1930 года — старшим инструктором политотдела этой кавалерийской дивизии. В мае 1931 года его направили на учёбу. 
В 1934 году окончил Военно-политическую академию имени В. И. Ленина, оставлен в ней начальником курса. С 1937 года служил военным комиссаром кавалерийского полка. В мае 1939 года назначен заместителем командира 2-го кавалерийского корпуса по политической части (Киевский военный округ). С этим корпусом участвовал в освободительном походе РККА в Западную Украину в сентябре 1939 года и в походе Красной Армии в Северную Буковину летом 1940 года (тогда корпус действовал в составе 12-й армии Южного фронта).
Во время Великой Отечественной войны с 25 августа по 1 сентября 1941 года был членом Военного совета 6-й армии, с 13 сентября 1941 по 11 ноября 1942 — членом Военного совета 9-й армии, с ноября 1942 — членом Военного совета 40-й армии. С октября 1943 года до конца войны — член Военного совета 1-го Украинского фронта.
Участвовал в приграничном сражении Южного фронта на реке Прут, в битве за Кавказ, в Курской битве, битве за Днепр, в Киевской, Житомирско-Бердичевской, Проскуровско-Черновицкой, Львовско-Сандомирской, Висло-Одерской, Верхне-Силезской, Нижне-Силезской, Берлинской и Пражской наступательных операциях.
29 февраля 1944 года находился рядом с командующим 1-м Украинским фронтом генералом армии Н. Ф. Ватутиным, когда у села Милятин Острожского района (юг Ровенской области) машины командующего и его сопровождения попали в засаду боевиков УПА. Вытаскивал раненого в перестрелке Н. Ф. Ватутина из-под огня.
В июне 1945 — мае 1947 года — член Военного совета Центральной группы войск. В мае 1947 — октябре 1948 года — член Военного совета — заместитель командующего войсками Прикарпатского военного округа по политической части. 
В 1948—1949 годах — начальник Военно-политической академии имени В. И. Ленина. С 1949 года — первый заместитель начальника Главного политического управления Советской армии. В 1953 году несколько месяцев был начальником ГлавПУ. Но в июне 1953 года был переведен на должность члена Военного совета Группы советских оккупационных войск в Германии, а в ноябре 1953 года возвращён на должность члена Военного совета Центральной группы войск. С 1955 года — член Военного совета Прибалтийского военного округа.
С января 1958 года был заместителем начальника Военно-научного управления Генерального штаба по политической части. В июле 1969 года уволен в отставку. Был членом редколлегии «Военно-исторического журнала».
Умер 4 августа 1975 года. Похоронен на Новодевичьем кладбище в Москве.

## Награды
СССР
- четыре ордена Ленина (23.10.1943, 21.02.1945, 25.05.1945, 24.03.1962)
- пять орденов Красного Знамени (05.11.1941, 04.02.1943, 3.11.1944, 15.11.1950, 22.02.1968)
- орден Суворова I степени (06.04.1945)
- орден Кутузова I степени (29.07.1944)
- орден Богдана Хмельницкого I степени (29.05.1944)
- орден Отечественной войны I степени (27.08.1943)
- медали СССР

Других государств
- орден «Крест Грюнвальда» (ПНР)
- кавалер рыцарского ордена «Виртути Милитари» (ПНР)
- Чехословацкий Военный крест 1939—1945 годов (ЧССР)
- Дукельская памятная медаль  (ЧССР)
- медаль «За Одру, Нису и Балтику» (ПНР)
- медаль «За вашу и нашу Свободу» (ПНР)

## Воинские звания
- бригадный комиссар (3.11.1939)
- дивизионный комиссар (1942)
- генерал-майор (20.12.1942)
- генерал-лейтенант (2.03.1944)
- генерал-полковник (16.06.1965)

## Сочинения
- Крайнюков К. В. От Днепра до Вислы. — Москва: Воениздат, 1971.
- Крайнюков К. В. Оружие особого рода. — Москва: Воениздат, 1977.[3]
- Крайнюков К. В. В боях за Ростов в 1941 году. // Военно-исторический журнал. — 1961. — № 1. — С.70-84.
- Крайнюков К. В. Военный совет фронта в Львовско-Сандомирской операции. // Военно-исторический журнал. — 1969. — № 7. — С.73-86.
- Крайнюков К. В., Кузнецов Я. Деятельность Военных советов в операциях Советской Армии за рубежом. // Военно-исторический журнал. — 1972. — № 4. — С.30-39.